# Alcindo
Alcindo Martha de Freitas (* 31. März 1945 in Sapucaia do Sul; † 27. August 2016 in Porto Alegre), allgemein bekannt unter seinem Vornamen Alcindo bzw. auch unter seinem Spitznamen Bugre Xucro, war ein brasilianischer Fußballspieler auf der Position eines Stürmers.

## Laufbahn
Alcindo verbrachte die ersten Jahre seiner Profikarriere bei Grêmio FBPA. Seinen ersten Einsatz für dessen erste Mannschaft absolvierte er am 23. April 1964 ausgerechnet in einem Gre-Nal gegen den Erzrivalen SC Internacional. Bei seinem Debüt in diesem prestigeträchtigen Derby um die sportliche Vorherrschaft in Porto Alegre erzielte der Neunzehnjährige sogleich zwei Treffer. Ferner gehörte Alcindo zum Kader von Grêmio, der zwischen 1964 und 1968 fünfmal in Folge die Staatsmeisterschaft von Rio Grande do Sul gewann. 
Während seiner Zeit bei Grêmio gelang Alcindo auch der Sprung in die brasilianische Nationalmannschaft, für die er 1966 insgesamt sechsmal zum Einsatz kam; darunter bei den beiden Gruppenspielen der Fußball-Weltmeisterschaft gegen Bulgarien (2:0) und Ungarn (1:3).
Anfang 1972 wechselte Alcindo zum FC Santos, mit dem er 1973 an der Seite von Pelé die Staatsmeisterschaft von São Paulo gewann. 
Anschließend wechselte Alcindo nach Mexiko, wo er zunächst für den CSD Jalisco und anschließend den Club América spielte. Bei den Americanistas gehörte Alcindo zum Kader der Mannschaft, der in der Saison 1975/76 sowohl die mexikanische Fußballmeisterschaft als auch den Supercup gewann.
1977 kehrte er in seine Heimat zurück und stand noch einmal kurzzeitig bei Grêmio Porto Alegre sowie bei AA Francana, wo er seine aktive Laufbahn beendete, unter Vertrag. 
Während seiner gesamten Laufbahn erzielte Alcinho insgesamt 636 Tore, 264 davon für Grêmio. Alcinho verstarb am 27. August 2016 im Hospital São Lucas da PUCRS von Porto Alegre an den Folgen eines Diabetes, unter dem er in der letzten Dekade seines Lebens gelitten hatte. Seine sterblichen Überreste wurden auf dem Crematório Metropolitano São José von Porto Alegre beigesetzt.

## Erfolge
- Mexikanischer Meister: 1976
- Mexikanischer Supercup: 1976
- Staatsmeister von São Paulo: 1973
- Staatsmeister von Rio Grande do Sul: 1964, 1965, 1966, 1967, 1968, 1977